# Christoph Laucht
Christoph Laucht (* 1976) ist ein deutscher Historiker für die Geschichte des 20. Jahrhunderts.

## Leben
Laucht absolvierte ein Bachelorstudium an der Christian-Albrechts-Universität zu Kiel sowie an einer Universität in Arizona (USA). Seinen Master erhielt er 2005 an der University of New Mexico (USA). Laucht wurde 2009 an der University of Liverpool promoviert. Dort war er von 2010 bis 2011 als Dozent tätig. Es folgte eine Dozentur für die moderne britische Geschichte an der University of Leeds. Seit 2013 ist Laucht als Dozent für Geschichte an der Swansea University in der Stadt Swansea in Wales (Großbritannien) tätig.

## Forschungen
Seine Forschungen befassen sich mit der Geschichte Westeuropas – insbesondere von Großbritannien und Westdeutschland – sowie der Vereinigten Staaten nach 1945. Hierzu zählen auch der Kalte Krieg und das Atomzeitalter. Ein besonderes Interesse liegt in der historischen Friedens- und Konfliktforschung, wobei transnationale und vergleichende Ansätze, die über nationale Grenzen hinausgehen, verwendet werden.
In diesem thematischen Zusammenhang befasst sich Laucht in jüngster Zeit speziell mit Städtepartnerschaften sowie dem Wiederaufbau und der Versöhnung in Europa nach dem Ende des Zweiten Weltkrieges. Hieraus ist ein langfristiges Forschungsprojekt über die Militarisierung der europäischen Gesellschaften nach 1945 entstanden. Das neue Projekt ist Teil eines internationalen Forschungsnetzwerks.

## Veröffentlichungen (Auswahl)
- Elemental Germans: Klaus Fuchs, Rudolf Peierls and the Making of British Nuclear Culture 1939-59. Palgrave Macmillan, Basingstoke 2012, ISBN 978-0-23035487-6.
- Zurück in die nukleare Zukunft: Das Beispiel Großbritannien. In: Bernd Greiner, Tim B. Müller, Klaas Voß (Hrsg.): Erbe des Kalten Krieges. Hamburger Edition, Hamburg 2013, ISBN 978-3-86854-258-5, S. 231–241.
- Bereits nach Ablauf der Halbwertszeit droht der völlige Zerfall: Die britische Atomic Scientists’ Association, die Ideologie der 'objektiven' Wissenschaft und die H-Bombe. In: Christian Forstner, Dieter Hoffmann (Hrsg.): Physik im Kalten Krieg. Beiträge zur Physikgeschichte während des Ost-West-Konflikts. Springer Spektrum, Wiesbaden 2013, ISBN 978-3-658-01049-2, S. 265–272.
- Zusammen mit Tom Allbeson: Twinned cities: reconciliation and reconstruction in Europe after 1945 – an introduction. In: Urban History, Nr. 51/4, November 2024, S. 674–682, Online-Text.[1]
- Zusammen mit Tom Allbeson: Urban internationalism: Coventry, Kiel, reconstruction and the role of cities in British–German reconciliation, 1945–1949. In: Urban History, Nr. 51/4, November 2024, S. 683–708, Online-Text.[2]
- Das Temporäre als Bedrohung und Legitimation. Die Bonner Republik als Konsolidierungsgrundlage der DDR im TV-Propagandamagazin „Der schwarze Kanal“ 1960-72. In: Jasmin Grande, Melanie Lange (Hrsg.): Die Konsolidierung der Bonner Republik in NRW. Strategien des Temporären, Legitimation des Dauerhaften. Transcript, Bielefeld 2025, ISBN 978-3-8394-7654-3, S. 69–86, Online-Text.[3]
- Kiel – Coventry. Beginn einer Freundschaft. Provost Howards Besuch in Kiel 1947. (= Gesellschaft für Kieler Stadtgeschichte, Band 102). Herausgegeben und aus dem Englischen übersetzt. Zweisprachig in Deutsch und Englisch, Verlag Ludwig, Kiel 2025, ISBN 978-3-86935-485-9, Video.[4]